# Horšice
Horšice è un comune della Repubblica Ceca facente parte del distretto di Plzeň-jih, nella regione di Plzeň.

## Galleria d'immagini

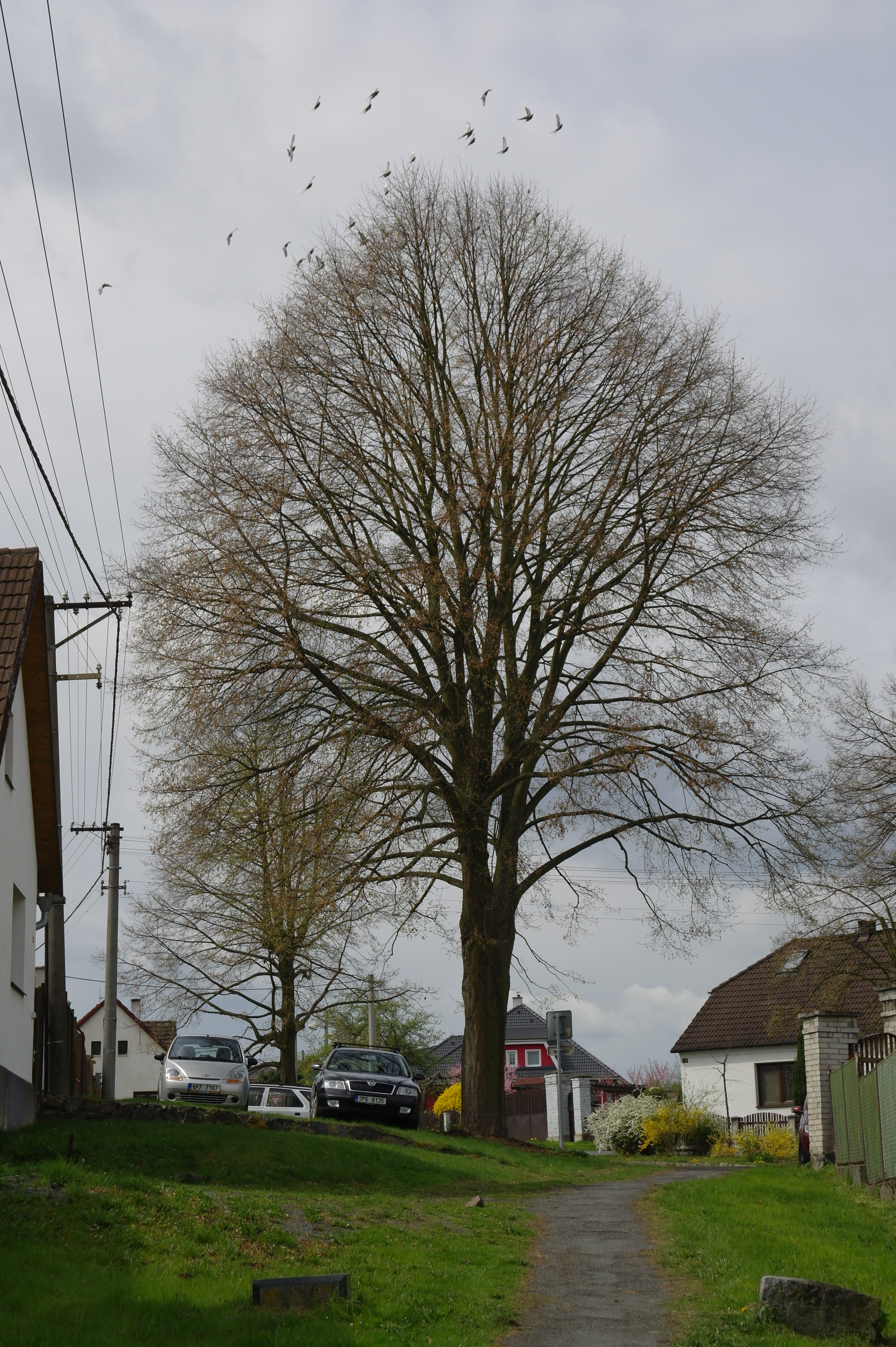
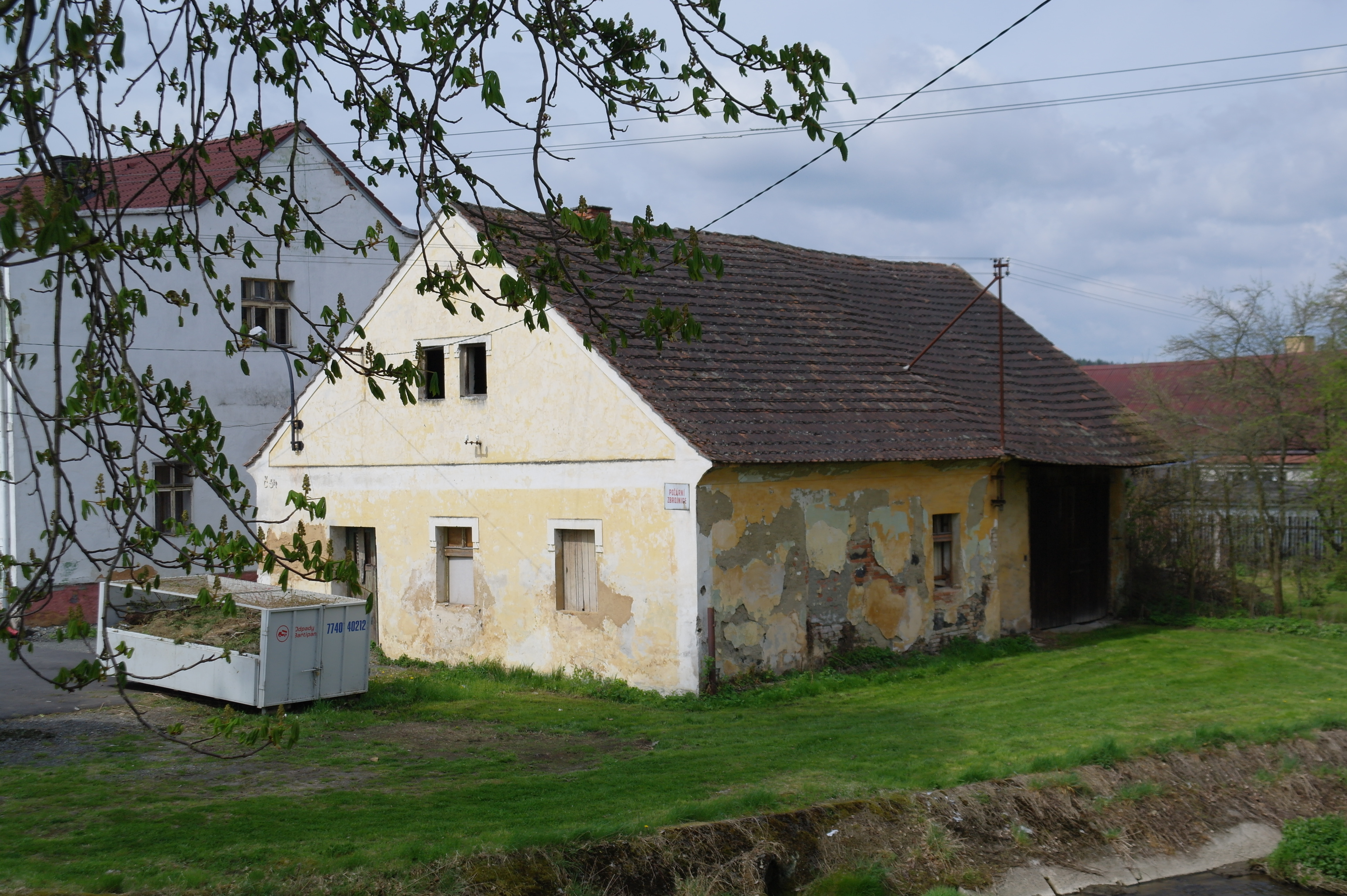
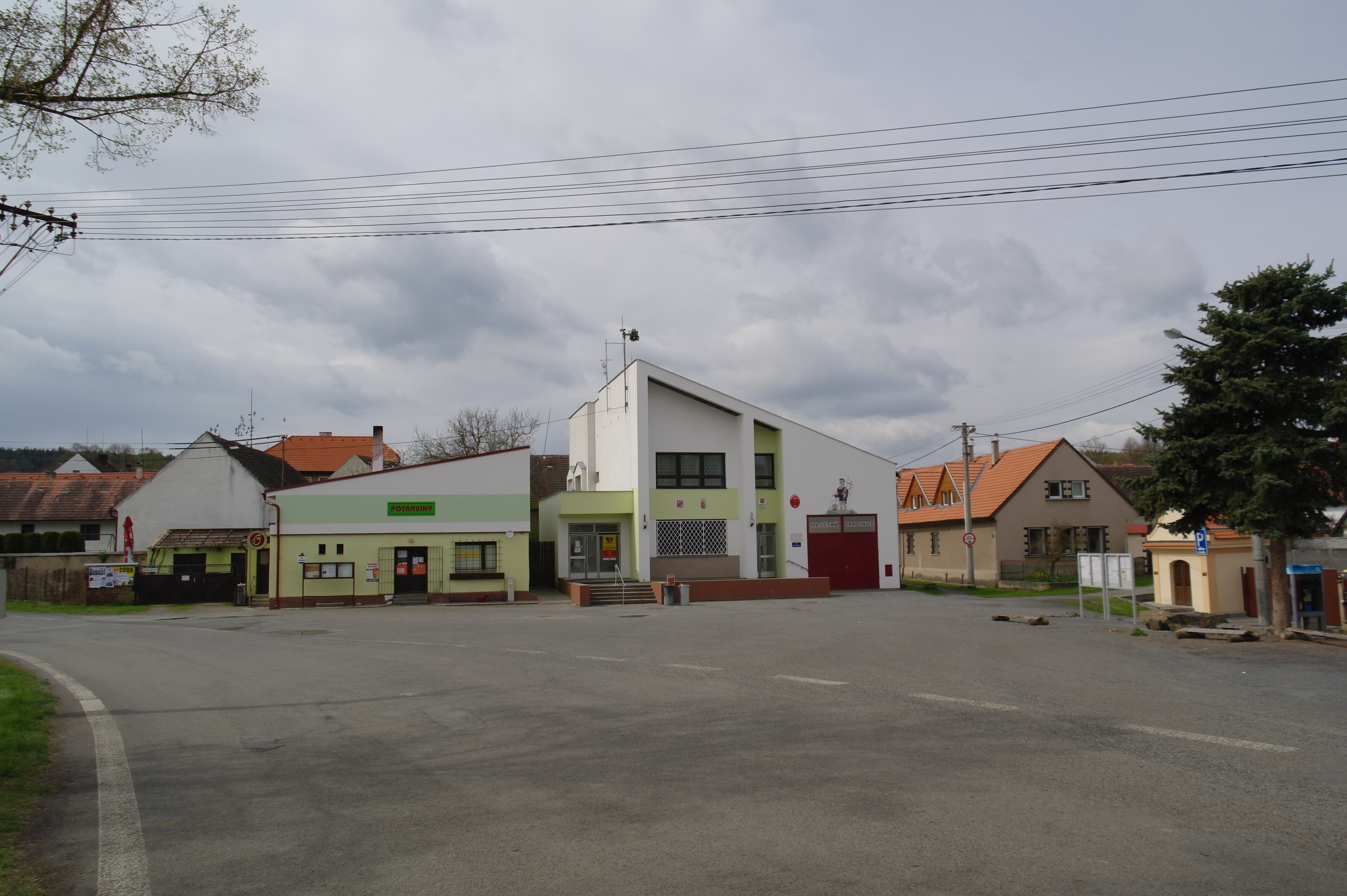